# إيملين وليامز (لاعب كرة قدم)
إيملين وليامز (بالإنجليزية: Emlyn Williams)‏ هو مدرب كرة قدم ولاعب كرة قدم بريطاني في مركز الهجوم، ولد في 1903 في المملكة المتحدة. لعب مع نادي بورنموث ونادي ليتون أورينت وهال سيتي وAberdare Athletic F.C. ‏ وMerthyr Town F.C. ‏.